# Élections municipales de 2026 dans l'Essonne
Les élections municipales dans dans l'Essonne sont prévues en mars 2026. Cette page ne traite que les communes de 3 000 habitants et plus dans dans l'Essonne.

## Résultats à l'échelle du département

### Maires sortants et maires élus
| Commune                   | Population (en 2022) | Maire sortant(e)             | Parti | Parti  | Maire élu(e) | Parti | Parti |
| ------------------------- | -------------------- | ---------------------------- | ----- | ------ | ------------ | ----- | ----- |
| Angerville                | 4 416                | Johann Mittelhausser         |       | SE     |              |       |       |
| Arpajon                   | 11 503               | Christian Beraud             |       | DVG    |              |       |       |
| Athis-Mons                | 36 451               | Jean-Jacques Grousseau       |       | PS     |              |       |       |
| Ballainvilliers           | 4 838                | Stéphanie Gueu-Viguier       |       | DVD    |              |       |       |
| Ballancourt-sur-Essonne   | 7 795                | Jacques Mione                |       | DVD    |              |       |       |
| Bièvres                   | 4 700                | Anne Pelletier-Le Barbier    |       | SE     |              |       |       |
| Boissy-sous-Saint-Yon     | 3 855                | Jean-Marc Pichon             |       | SE     |              |       |       |
| Bondoufle                 | 10 833               | Jean Hartz                   |       | LR     |              |       |       |
| Boussy-Saint-Antoine      | 7 986                | Romain Colas                 |       | PS     |              |       |       |
| Boutigny-sur-Essonne      | 3 048                | Patricia Bergdolt            |       | SE     |              |       |       |
| Brétigny-sur-Orge         | 26 658               | Nicolas Méary                |       | HOR    |              |       |       |
| Breuillet                 | 9 023                | Véronique Mayeur             |       | DVD    |              |       |       |
| Briis-sous-Forges         | 3 375                | Emmanuel Dassa               |       | PCF    |              |       |       |
| Brunoy                    | 25 792               | Bruno Gallier                |       | LR     |              |       |       |
| Bruyères-le-Châtel        | 3 738                | Thierry Rouyer               |       | SE     |              |       |       |
| Bures-sur-Yvette          | 9 481                | Jean-François Vigier         |       | UDI    |              |       |       |
| Cerny                     | 3 425                | Marie-Claire Chambaret       |       | DVD    |              |       |       |
| Chilly-Mazarin            | 19 981               | Rafika Rezgui                |       | PS     |              |       |       |
| Corbeil-Essonnes          | 53 712               | Bruno Piriou                 |       | DVG    |              |       |       |
| Crosne                    | 9 606                | Michaël Damiati              |       | DLF    |              |       |       |
| Dourdan                   | 11 068               | Paolo De Carvalho            |       | RE     |              |       |       |
| Draveil                   | 29 824               | Richard Privat               |       | LR     |              |       |       |
| Égly                      | 7 078                | Edouard Matt                 |       | DVD    |              |       |       |
| Épinay-sous-Sénart        | 11 783               | Damien Allouch               |       | PS     |              |       |       |
| Épinay-sur-Orge           | 10 626               | Olivier Marchau              |       | DVG    |              |       |       |
| Étampes                   | 26 601               | Franck Marlin                |       | LR     |              |       |       |
| Étiolles                  | 3 100                | Amalia Duriez                |       | SE     |              |       |       |
| Étréchy                   | 6 926                | Julien Garcia                |       | DVD    |              |       |       |
| Évry-Courcouronnes        | 66 700               | Stéphane Beaudet             |       | DVD    |              |       |       |
| Fleury-Mérogis            | 13 816               | Olivier Corzani              |       | PCF    |              |       |       |
| Forges-les-Bains          | 4 138                | Séverine Martin              |       | SE     |              |       |       |
| Gif-sur-Yvette            | 22 578               | Yann Cauchetier              |       | DVD    |              |       |       |
| Grigny                    | 26 500               | Philippe Rio                 |       | PCF    |              |       |       |
| Igny                      | 10 571               | Francisque Vigouroux         |       | HOR    |              |       |       |
| Itteville                 | 6 674                | Francois Parolini            |       | DVG    |              |       |       |
| Juvisy-sur-Orge           | 18 978               | Lamia Bensarsa Reda          |       | DVD    |              |       |       |
| La Ferté-Alais            | 3 663                | Mariannick Morvan            |       | MoDem  |              |       |       |
| La Norville               | 4 308                | Fabienne Leguicher           |       | PS     |              |       |       |
| La Ville-du-Bois          | 8 140                | Jean-Pierre Meur             |       | DVD    |              |       |       |
| Lardy                     | 5 572                | Dominique Bougraud           |       | UDI    |              |       |       |
| Le Coudray-Montceaux      | 4 738                | Aurélie Gros                 |       | DVD    |              |       |       |
| Le Mérévillois            | 3 420                | Guy Desmurs                  |       | DVD    |              |       |       |
| Le Plessis-Pâté           | 4 107                | Sylvain Tanguy               |       | PS     |              |       |       |
| Les Ulis                  | 25 633               | Clovis Cassan                |       | PS     |              |       |       |
| Leuville-sur-Orge         | 4 307                | Éric Braive                  |       | DVG    |              |       |       |
| Limours                   | 6 408                | Chantal Thiriet              |       | SE     |              |       |       |
| Linas                     | 7 310                | Christian Lardière           |       | LR     |              |       |       |
| Lisses                    | 7 295                | Jean-Marc Morin              |       | DVD    |              |       |       |
| Longjumeau                | 20 470               | Sandrine Gelot               |       | LR     |              |       |       |
| Longpont-sur-Orge         | 6 456                | Alain Lamour                 |       | PG     |              |       |       |
| Marcoussis                | 8 597                | Olivier Thomas               |       | DVG    |              |       |       |
| Marolles-en-Hurepoix      | 5 688                | Georges Joubert              |       | UDI    |              |       |       |
| Massy                     | 50 597               | Nicolas Samsoen              |       | UDI    |              |       |       |
| Mennecy                   | 16 071               | Jean-Philippe Dugoin-Clément |       | UDI    |              |       |       |
| Milly-la-Forêt            | 4 582                | Bernard Bouley               |       | LR     |              |       |       |
| Montgeron                 | 23 890               | Sylvie Carillon              |       | LR     |              |       |       |
| Montlhéry                 | 9 238                | Isabelle Kljajic             |       | DVD    |              |       |       |
| Morangis                  | 13 773               | Brigitte Vermillet           |       | LR     |              |       |       |
| Morigny-Champigny         | 4 435                | Bernard Dionnet              |       | DVD    |              |       |       |
| Morsang-sur-Orge          | 21 161               | Marianne Duranton            |       | UDI    |              |       |       |
| Nozay                     | 4 465                | Didier Perrier               |       | SE     |              |       |       |
| Ollainville               | 5 361                | Jean-Michel Giraudeau        |       | DVG    |              |       |       |
| Orsay                     | 16 655               | Rémi Darmon                  |       | PS     |              |       |       |
| Palaiseau                 | 36 067               | Grégoire de Lasteyrie        |       | HOR    |              |       |       |
| Paray-Vieille-Poste       | 7 956                | Nathalie Lallier             |       | DVD    |              |       |       |
| Quincy-sous-Sénart        | 9 491                | Christine Garnier            |       | LR     |              |       |       |
| Ris-Orangis               | 30 283               | Stéphane Raffalli            |       | PS     |              |       |       |
| Saclay                    | 4 380                | Pierre Bot                   |       | SE     |              |       |       |
| Saint-Chéron              | 5 176                | Jean-Marie Gelé              |       | SE     |              |       |       |
| Saint-Germain-lès-Arpajon | 11 577               | Norbert Santin               |       | DVD    |              |       |       |
| Saint-Germain-lès-Corbeil | 7 471                | Yann Pétel                   |       | DVD    |              |       |       |
| Saint-Michel-sur-Orge     | 21 536               | Sophie Rigault               |       | LR     |              |       |       |
| Saint-Pierre-du-Perray    | 12 071               | Dominique Vérots             |       | SE     |              |       |       |
| Saint-Vrain               | 3 046                | Corinne Cordier              |       | SE     |              |       |       |
| Sainte-Geneviève-des-Bois | 35 714               | Frédéric Petitta             |       | PS     |              |       |       |
| Saintry-sur-Seine         | 5 853                | Patrick Rauscher             |       | SE     |              |       |       |
| Saulx-les-Chartreux       | 6 611                | Stéphane Bazile              |       | DVD    |              |       |       |
| Savigny-sur-Orge          | 37 775               | Alexis Teillet               |       | DVD    |              |       |       |
| Soisy-sur-Seine           | 7 370                | Jean-Baptiste Rousseau       |       | SE     |              |       |       |
| Tigery                    | 4 359                | Germain Dupont               |       | SE     |              |       |       |
| Verrières-le-Buisson      | 14 772               | François-Guy Trébulle        |       | DVD    |              |       |       |
| Vigneux-sur-Seine         | 31 233               | Thomas Chazal                |       | LR     |              |       |       |
| Villabé                   | 5 654                | Karl Dirat                   |       | SE     |              |       |       |
| Villebon-sur-Yvette       | 10 353               | Victor da Silva              |       | SE     |              |       |       |
| Villemoisson-sur-Orge     | 7 226                | François Cholley             |       | DVD    |              |       |       |
| Villiers-sur-Orge         | 4 576                | Gilles Fraysse               |       | ECO    |              |       |       |
| Viry-Châtillon            | 31 112               | Jean-Marie Vilain            |       | LC-LNC |              |       |       |
| Wissous                   | 6 924                | Cyrille Telman               |       | DVD    |              |       |       |
| Yerres                    | 28 349               | Olivier Clodong              |       | DVD    |              |       |       |

### Résultats en nombre de maires
| Partis       | Partis                               | Maires sortants | Maires élus | Évolution |
| ------------ | ------------------------------------ | --------------- | ----------- | --------- |
|              | Divers droite                        | 24              |             |           |
|              | Les Républicains                     | 12              |             |           |
|              | Debout la France                     | 1               |             |           |
| Total droite | Total droite                         | 37              |             |           |
|              | Parti socialiste                     | 10              |             |           |
|              | Divers gauche                        | 7               |             |           |
|              | Parti communiste français            | 3               |             |           |
|              | Parti de gauche                      | 1               |             |           |
| Total gauche | Total gauche                         | 21              |             |           |
|              | Union des démocrates et indépendants | 6               |             |           |
|              | Horizons                             | 3               |             |           |
|              | Les Centristes - Le Nouveau Centre   | 1               |             |           |
|              | Mouvement démocrate                  | 1               |             |           |
|              | Renaissance                          | 1               |             |           |
| Total centre | Total centre                         | 12              |             |           |
|              | Sans étiquette                       | 18              |             |           |
|              | Divers écologiste                    | 1               |             |           |
| Total        | Total                                | 89              | 89          | -         |

## Résultats dans les communes de plus de 3 000 habitants

### Angerville
- Maire sortant : Johann Mittelhausser (SE)
- 27 sièges à pourvoir au conseil municipal (population légale 2022 : 4 416 habitants)
- 4 sièges à pourvoir au conseil communautaire (CA de l'Etampois Sud-Essonne)

| Tête de liste | Tête de liste | Parti(s) | Nuance | Premier tour | Premier tour | Second tour | Second tour | Sièges | Sièges |
| Tête de liste | Tête de liste | Parti(s) | Nuance | Voix         | %            | Voix        | %           | CM     | CC     |
| ------------- | ------------- | -------- | ------ | ------------ | ------------ | ----------- | ----------- | ------ | ------ |

### Arpajon
- Maire sortant : Christian Béraud (DVG)
- 33 sièges à pourvoir au conseil municipal (population légale 2022 : 11 503 habitants)
- 3 sièges à pourvoir au conseil communautaire (CA Cœur d'Essonne Agglomération)

| Tête de liste | Tête de liste | Parti(s) | Nuance | Premier tour | Premier tour | Second tour | Second tour | Sièges | Sièges |
| Tête de liste | Tête de liste | Parti(s) | Nuance | Voix         | %            | Voix        | %           | CM     | CC     |
| ------------- | ------------- | -------- | ------ | ------------ | ------------ | ----------- | ----------- | ------ | ------ |

### Athis-Mons
- Maire sortant : Jean-Jacques Grousseau (PS)
- 39 sièges à pourvoir au conseil municipal (population légale 2022 : 36 451 habitants)
- 1 siège à pourvoir au conseil communautaire (Métropole du Grand Paris)

| Tête de liste | Tête de liste | Parti(s) | Nuance | Premier tour | Premier tour | Second tour | Second tour | Sièges | Sièges |
| Tête de liste | Tête de liste | Parti(s) | Nuance | Voix         | %            | Voix        | %           | CM     | CC     |
| ------------- | ------------- | -------- | ------ | ------------ | ------------ | ----------- | ----------- | ------ | ------ |

### Ballainvilliers
- Maire sortant : Stéphanie Gueu-Viguier (DVD)
- 27 sièges à pourvoir au conseil municipal (population légale 2022 : 4 838 habitants)
- 1 siège à pourvoir au conseil communautaire (CA Paris-Saclay)

| Tête de liste | Tête de liste | Parti(s) | Nuance | Premier tour | Premier tour | Second tour | Second tour | Sièges | Sièges |
| Tête de liste | Tête de liste | Parti(s) | Nuance | Voix         | %            | Voix        | %           | CM     | CC     |
| ------------- | ------------- | -------- | ------ | ------------ | ------------ | ----------- | ----------- | ------ | ------ |

### Ballancourt-sur-Essonne
- Maire sortant : Jacques Mione (DVD)
- 29 sièges à pourvoir au conseil municipal (population légale 2022 : 7 795 habitants)
- 6 sièges à pourvoir au conseil communautaire (CC du Val d'Essonne)

| Tête de liste | Tête de liste | Parti(s) | Nuance | Premier tour | Premier tour | Second tour | Second tour | Sièges | Sièges |
| Tête de liste | Tête de liste | Parti(s) | Nuance | Voix         | %            | Voix        | %           | CM     | CC     |
| ------------- | ------------- | -------- | ------ | ------------ | ------------ | ----------- | ----------- | ------ | ------ |

### Bièvres
- Maire sortant : Anne Pelletier-Le Barbier (SE)
- 27 sièges à pourvoir au conseil municipal (population légale 2022 : 4 700 habitants)
- 1 siège à pourvoir au conseil communautaire (CA Versailles Grand Parc)

| Tête de liste | Tête de liste | Parti(s) | Nuance | Premier tour | Premier tour | Second tour | Second tour | Sièges | Sièges |
| Tête de liste | Tête de liste | Parti(s) | Nuance | Voix         | %            | Voix        | %           | CM     | CC     |
| ------------- | ------------- | -------- | ------ | ------------ | ------------ | ----------- | ----------- | ------ | ------ |

### Boissy-sous-Saint-Yon
- Maire sortant : Raoul Saada (SE)
- 27 sièges à pourvoir au conseil municipal (population légale 2022 : 3 855 habitants)
- 5 sièges à pourvoir au conseil communautaire (CC Entre Juine et Renarde)

| Tête de liste | Tête de liste | Parti(s) | Nuance | Premier tour | Premier tour | Second tour | Second tour | Sièges | Sièges |
| Tête de liste | Tête de liste | Parti(s) | Nuance | Voix         | %            | Voix        | %           | CM     | CC     |
| ------------- | ------------- | -------- | ------ | ------------ | ------------ | ----------- | ----------- | ------ | ------ |

### Bondoufle
- Maire sortant : Jean Hartz (LR)
- 33 sièges à pourvoir au conseil municipal (population légale 2022 : 10 833 habitants)
- 2 sièges à pourvoir au conseil communautaire (CA Grand Paris Sud)

| Tête de liste | Tête de liste | Parti(s) | Nuance | Premier tour | Premier tour | Second tour | Second tour | Sièges | Sièges |
| Tête de liste | Tête de liste | Parti(s) | Nuance | Voix         | %            | Voix        | %           | CM     | CC     |
| ------------- | ------------- | -------- | ------ | ------------ | ------------ | ----------- | ----------- | ------ | ------ |

### Boussy-Saint-Antoine
- Maire sortant : Romain Colas (PS)
- 29 sièges à pourvoir au conseil municipal (population légale 2022 : 7 986 habitants)
- 2 sièges à pourvoir au conseil communautaire (CA Val d'Yerres Val de Seine)

| Tête de liste | Tête de liste | Parti(s) | Nuance | Premier tour | Premier tour | Second tour | Second tour | Sièges | Sièges |
| Tête de liste | Tête de liste | Parti(s) | Nuance | Voix         | %            | Voix        | %           | CM     | CC     |
| ------------- | ------------- | -------- | ------ | ------------ | ------------ | ----------- | ----------- | ------ | ------ |

### Boutigny-sur-Essonne
- Maire sortant : Patricia Bergdolt (SE)
- 23 sièges à pourvoir au conseil municipal (population légale 2022 : 3 048 habitants)
- 5 sièges à pourvoir au conseil communautaire (CC des 2 Vallées)

| Tête de liste | Tête de liste | Parti(s) | Nuance | Premier tour | Premier tour | Second tour | Second tour | Sièges | Sièges |
| Tête de liste | Tête de liste | Parti(s) | Nuance | Voix         | %            | Voix        | %           | CM     | CC     |
| ------------- | ------------- | -------- | ------ | ------------ | ------------ | ----------- | ----------- | ------ | ------ |

### Brétigny-sur-Orge
- Maire sortant : Nicolas Méary (HOR)
- 35 sièges à pourvoir au conseil municipal (population légale 2022 : 26 658 habitants)
- 8 sièges à pourvoir au conseil communautaire (Cœur d'Essonne Agglomération)

| Tête de liste | Tête de liste | Parti(s) | Nuance | Premier tour | Premier tour | Second tour | Second tour | Sièges | Sièges |
| Tête de liste | Tête de liste | Parti(s) | Nuance | Voix         | %            | Voix        | %           | CM     | CC     |
| ------------- | ------------- | -------- | ------ | ------------ | ------------ | ----------- | ----------- | ------ | ------ |

### Breuillet
- Maire sortante : Véronique Mayeur (DVD)
- 29 sièges à pourvoir au conseil municipal (population légale 2022 : 9 023 habitants)
- 2 sièges à pourvoir au conseil communautaire (Cœur d'Essonne Agglomération)

| Tête de liste | Tête de liste | Parti(s) | Nuance | Premier tour | Premier tour | Second tour | Second tour | Sièges | Sièges |
| Tête de liste | Tête de liste | Parti(s) | Nuance | Voix         | %            | Voix        | %           | CM     | CC     |
| ------------- | ------------- | -------- | ------ | ------------ | ------------ | ----------- | ----------- | ------ | ------ |

### Briis-sous-Forges
- Maire sortant : Emmanuel Dassa (PCF)
- 23 sièges à pourvoir au conseil municipal (population légale 2022 : 3 375 habitants)
- 5 sièges à pourvoir au conseil communautaire (CC du Pays de Limours)

| Tête de liste | Tête de liste | Parti(s) | Nuance | Premier tour | Premier tour | Second tour | Second tour | Sièges | Sièges |
| Tête de liste | Tête de liste | Parti(s) | Nuance | Voix         | %            | Voix        | %           | CM     | CC     |
| ------------- | ------------- | -------- | ------ | ------------ | ------------ | ----------- | ----------- | ------ | ------ |

### Brunoy
- Maire sortant : Bruno Gallier (LR)
- 35 sièges à pourvoir au conseil municipal (population légale 2022 : 25 792 habitants)
- 8 sièges à pourvoir au conseil communautaire (CA Val d'Yerres Val de Seine)

| Tête de liste | Tête de liste | Parti(s) | Nuance | Premier tour | Premier tour | Second tour | Second tour | Sièges | Sièges |
| Tête de liste | Tête de liste | Parti(s) | Nuance | Voix         | %            | Voix        | %           | CM     | CC     |
| ------------- | ------------- | -------- | ------ | ------------ | ------------ | ----------- | ----------- | ------ | ------ |

### Bruyères-le-Châtel
- Maire sortant : Thierry Rouyer (SE)
- 27 sièges à pourvoir au conseil municipal (population légale 2022 : 3 738 habitants)
- 1 siège à pourvoir au conseil communautaire (Cœur d'Essonne Agglomération)

| Tête de liste | Tête de liste | Parti(s) | Nuance | Premier tour | Premier tour | Second tour | Second tour | Sièges | Sièges |
| Tête de liste | Tête de liste | Parti(s) | Nuance | Voix         | %            | Voix        | %           | CM     | CC     |
| ------------- | ------------- | -------- | ------ | ------------ | ------------ | ----------- | ----------- | ------ | ------ |

### Bures-sur-Yvette
- Maire sortant : Jean-François Vigier (UDI)
- 29 sièges à pourvoir au conseil municipal (population légale 2022 : 9 481 habitants)
- 2 sièges à pourvoir au conseil communautaire (CA Paris-Saclay)

| Tête de liste | Tête de liste | Parti(s) | Nuance | Premier tour | Premier tour | Second tour | Second tour | Sièges | Sièges |
| Tête de liste | Tête de liste | Parti(s) | Nuance | Voix         | %            | Voix        | %           | CM     | CC     |
| ------------- | ------------- | -------- | ------ | ------------ | ------------ | ----------- | ----------- | ------ | ------ |

### Cerny
- Maire sortante : Marie-Claire Chambaret (SE)
- 23 sièges à pourvoir au conseil municipal (population légale 2022 : 3 425 habitants)
- 3 sièges à pourvoir au conseil communautaire (CC du Val d'Essonne)

| Tête de liste | Tête de liste | Parti(s) | Nuance | Premier tour | Premier tour | Second tour | Second tour | Sièges | Sièges |
| Tête de liste | Tête de liste | Parti(s) | Nuance | Voix         | %            | Voix        | %           | CM     | CC     |
| ------------- | ------------- | -------- | ------ | ------------ | ------------ | ----------- | ----------- | ------ | ------ |

### Chilly-Mazarin
- Maire sortante : Rafika Rezgui (PS)
- 33 sièges à pourvoir au conseil municipal (population légale 2022 : 19 981 habitants)
- 5 sièges à pourvoir au conseil communautaire (CA Paris-Saclay)

| Tête de liste | Tête de liste | Parti(s) | Nuance | Premier tour | Premier tour | Second tour | Second tour | Sièges | Sièges |
| Tête de liste | Tête de liste | Parti(s) | Nuance | Voix         | %            | Voix        | %           | CM     | CC     |
| ------------- | ------------- | -------- | ------ | ------------ | ------------ | ----------- | ----------- | ------ | ------ |

### Corbeil-Essonnes
- Maire sortant : Bruno Piriou (DVG)
- 45 sièges à pourvoir au conseil municipal (population légale 2022 : 53 712 habitants)
- 13 sièges à pourvoir au conseil communautaire (CA Grand Paris Sud)

| Tête de liste | Tête de liste | Parti(s) | Nuance | Premier tour | Premier tour | Second tour | Second tour | Sièges | Sièges |
| Tête de liste | Tête de liste | Parti(s) | Nuance | Voix         | %            | Voix        | %           | CM     | CC     |
| ------------- | ------------- | -------- | ------ | ------------ | ------------ | ----------- | ----------- | ------ | ------ |

### Crosne
- Maire sortant : Michaël Damiati (DVD)
- 29 sièges à pourvoir au conseil municipal (population légale 2022 : 9 606 habitants)
- 3 sièges à pourvoir au conseil communautaire (CA Val d'Yerres Val de Seine)

| Tête de liste | Tête de liste | Parti(s) | Nuance | Premier tour | Premier tour | Second tour | Second tour | Sièges | Sièges |
| Tête de liste | Tête de liste | Parti(s) | Nuance | Voix         | %            | Voix        | %           | CM     | CC     |
| ------------- | ------------- | -------- | ------ | ------------ | ------------ | ----------- | ----------- | ------ | ------ |

### Dourdan
- Maire sortant : Paolo De Carvalho (RE)
- 33 sièges à pourvoir au conseil municipal (population légale 2022 : 11 068 habitants)
- 14 sièges à pourvoir au conseil communautaire (CC Le Dourdannais en Hurepoix)

| Tête de liste | Tête de liste | Parti(s) | Nuance | Premier tour | Premier tour | Second tour | Second tour | Sièges | Sièges |
| Tête de liste | Tête de liste | Parti(s) | Nuance | Voix         | %            | Voix        | %           | CM     | CC     |
| ------------- | ------------- | -------- | ------ | ------------ | ------------ | ----------- | ----------- | ------ | ------ |

### Draveil
- Maire sortant : Richard Privat (LR)
- 35 sièges à pourvoir au conseil municipal (population légale 2022 : 29 824 habitants)
- 9 sièges à pourvoir au conseil communautaire (CA Val d'Yerres Val de Seine)

| Tête de liste | Tête de liste | Parti(s) | Nuance | Premier tour | Premier tour | Second tour | Second tour | Sièges | Sièges |
| Tête de liste | Tête de liste | Parti(s) | Nuance | Voix         | %            | Voix        | %           | CM     | CC     |
| ------------- | ------------- | -------- | ------ | ------------ | ------------ | ----------- | ----------- | ------ | ------ |

### Égly
- Maire sortant : Edouard Matt (DVD)
- 29 sièges à pourvoir au conseil municipal (population légale 2022 : 7 078 habitants)
- 1 siège à pourvoir au conseil communautaire (Cœur d'Essonne Agglomération)

| Tête de liste | Tête de liste | Parti(s) | Nuance | Premier tour | Premier tour | Second tour | Second tour | Sièges | Sièges |
| Tête de liste | Tête de liste | Parti(s) | Nuance | Voix         | %            | Voix        | %           | CM     | CC     |
| ------------- | ------------- | -------- | ------ | ------------ | ------------ | ----------- | ----------- | ------ | ------ |

### Épinay-sous-Sénart
- Maire sortant : Damien Allouch (PS)
- 33 sièges à pourvoir au conseil municipal (population légale 2022 : 11 783 habitants)
- 4 sièges à pourvoir au conseil communautaire (CC Val d'Yerres Val de Seine)

| Tête de liste | Tête de liste | Parti(s) | Nuance | Premier tour | Premier tour | Second tour | Second tour | Sièges | Sièges |
| Tête de liste | Tête de liste | Parti(s) | Nuance | Voix         | %            | Voix        | %           | CM     | CC     |
| ------------- | ------------- | -------- | ------ | ------------ | ------------ | ----------- | ----------- | ------ | ------ |

### Épinay-sur-Orge
- Maire sortant : Olivier Marchau (SE)
- 33 sièges à pourvoir au conseil municipal (population légale 2022 : 10 626 habitants)
- 3 sièges à pourvoir au conseil communautaire (CA Paris-Saclay)

| Tête de liste | Tête de liste | Parti(s) | Nuance | Premier tour | Premier tour | Second tour | Second tour | Sièges | Sièges |
| Tête de liste | Tête de liste | Parti(s) | Nuance | Voix         | %            | Voix        | %           | CM     | CC     |
| ------------- | ------------- | -------- | ------ | ------------ | ------------ | ----------- | ----------- | ------ | ------ |

### Étampes
- Maire sortant : Franck Marlin (LR)
- 35 sièges à pourvoir au conseil municipal (population légale 2022 : 26 601 habitants)
- 28 sièges à pourvoir au conseil communautaire (CA de l'Étampois Sud-Essonne)

| Tête de liste | Tête de liste | Parti(s) | Nuance | Premier tour | Premier tour | Second tour | Second tour | Sièges | Sièges |
| Tête de liste | Tête de liste | Parti(s) | Nuance | Voix         | %            | Voix        | %           | CM     | CC     |
| ------------- | ------------- | -------- | ------ | ------------ | ------------ | ----------- | ----------- | ------ | ------ |

### Étiolles
- Maire sortant : Amalia Duriez (SE)
- 23 sièges à pourvoir au conseil municipal (population légale 2022 : 3 100 habitants)
- 1 siège à pourvoir au conseil communautaire (CA Grand Paris Sud)

| Tête de liste | Tête de liste | Parti(s) | Nuance | Premier tour | Premier tour | Second tour | Second tour | Sièges | Sièges |
| Tête de liste | Tête de liste | Parti(s) | Nuance | Voix         | %            | Voix        | %           | CM     | CC     |
| ------------- | ------------- | -------- | ------ | ------------ | ------------ | ----------- | ----------- | ------ | ------ |

### Étréchy
- Maire sortant : Julien Garcia (DVD)
- 29 sièges à pourvoir au conseil municipal (population légale 2022 : 6 926 habitants)
- 10 sièges à pourvoir au conseil communautaire (CC Entre Juine et Renarde)

| Tête de liste | Tête de liste | Parti(s) | Nuance | Premier tour | Premier tour | Second tour | Second tour | Sièges | Sièges |
| Tête de liste | Tête de liste | Parti(s) | Nuance | Voix         | %            | Voix        | %           | CM     | CC     |
| ------------- | ------------- | -------- | ------ | ------------ | ------------ | ----------- | ----------- | ------ | ------ |

### Évry-Courcouronnes
- Maire sortant : Stéphane Beaudet (SE)
- 49 sièges à pourvoir au conseil municipal (population légale 2022 : 66 700 habitants)
- 18 sièges à pourvoir au conseil communautaire (CA Grand Paris Sud)

| Tête de liste | Tête de liste | Parti(s) | Nuance | Premier tour | Premier tour | Second tour | Second tour | Sièges | Sièges |
| Tête de liste | Tête de liste | Parti(s) | Nuance | Voix         | %            | Voix        | %           | CM     | CC     |
| ------------- | ------------- | -------- | ------ | ------------ | ------------ | ----------- | ----------- | ------ | ------ |

### Fleury-Mérogis
- Maire sortant : Olivier Corzani (PCF)
- 33 sièges à pourvoir au conseil municipal (population légale 2022 : 13 816 habitants)
- 3 sièges à pourvoir au conseil communautaire (Cœur d'Essonne Agglomération)

| Tête de liste | Tête de liste | Parti(s) | Nuance | Premier tour | Premier tour | Second tour | Second tour | Sièges | Sièges |
| Tête de liste | Tête de liste | Parti(s) | Nuance | Voix         | %            | Voix        | %           | CM     | CC     |
| ------------- | ------------- | -------- | ------ | ------------ | ------------ | ----------- | ----------- | ------ | ------ |

### Forges-les-Bains
- Maire sortante : Séverine Martin (SE)
- 27 sièges à pourvoir au conseil municipal (population légale 2022 : 4 138 habitants)
- 5 sièges à pourvoir au conseil communautaire (CC du Pays de Limours)

| Tête de liste | Tête de liste | Parti(s) | Nuance | Premier tour | Premier tour | Second tour | Second tour | Sièges | Sièges |
| Tête de liste | Tête de liste | Parti(s) | Nuance | Voix         | %            | Voix        | %           | CM     | CC     |
| ------------- | ------------- | -------- | ------ | ------------ | ------------ | ----------- | ----------- | ------ | ------ |

### Gif-sur-Yvette
- Maire sortant : Yann Cauchetier (DVD)
- 35 sièges à pourvoir au conseil municipal (population légale 2022 : 22 578 habitants)
- 5 sièges à pourvoir au conseil communautaire (CA Paris-Saclay)

| Tête de liste | Tête de liste | Parti(s) | Nuance | Premier tour | Premier tour | Second tour | Second tour | Sièges | Sièges |
| Tête de liste | Tête de liste | Parti(s) | Nuance | Voix         | %            | Voix        | %           | CM     | CC     |
| ------------- | ------------- | -------- | ------ | ------------ | ------------ | ----------- | ----------- | ------ | ------ |

### Grigny
- Maire sortant : Philippe Rio (PCF)
- 35 sièges à pourvoir au conseil municipal (population légale 2022 : 26 500 habitants)
- 7 sièges à pourvoir au conseil communautaire (CA Grand Paris Sud)

| Tête de liste | Tête de liste | Parti(s) | Nuance | Premier tour | Premier tour | Second tour | Second tour | Sièges | Sièges |
| Tête de liste | Tête de liste | Parti(s) | Nuance | Voix         | %            | Voix        | %           | CM     | CC     |
| ------------- | ------------- | -------- | ------ | ------------ | ------------ | ----------- | ----------- | ------ | ------ |

### Igny
- Maire sortant : Francisque Vigouroux (DVD)
- 33 sièges à pourvoir au conseil municipal (population légale 2022 : 10 571 habitants)
- 2 sièges à pourvoir au conseil communautaire (CA Paris-Saclay)

| Tête de liste | Tête de liste | Parti(s) | Nuance | Premier tour | Premier tour | Second tour | Second tour | Sièges | Sièges |
| Tête de liste | Tête de liste | Parti(s) | Nuance | Voix         | %            | Voix        | %           | CM     | CC     |
| ------------- | ------------- | -------- | ------ | ------------ | ------------ | ----------- | ----------- | ------ | ------ |

### Itteville
- Maire sortant : Francois Parolini (DVG)
- 29 sièges à pourvoir au conseil municipal (population légale 2022 : 6 674 habitants)
- 5 sièges à pourvoir au conseil communautaire (CC du Val d'Essonne)

| Tête de liste | Tête de liste | Parti(s) | Nuance | Premier tour | Premier tour | Second tour | Second tour | Sièges | Sièges |
| Tête de liste | Tête de liste | Parti(s) | Nuance | Voix         | %            | Voix        | %           | CM     | CC     |
| ------------- | ------------- | -------- | ------ | ------------ | ------------ | ----------- | ----------- | ------ | ------ |

### Juvisy-sur-Orge
- Maire sortante : Lamia Bensarsa Reda (DVD)
- 33 sièges à pourvoir au conseil municipal (population légale 2022 : 18 978 habitants)
- 1 siège à pourvoir au conseil communautaire (Métropole du Grand Paris)

| Tête de liste | Tête de liste | Parti(s) | Nuance | Premier tour | Premier tour | Second tour | Second tour | Sièges | Sièges |
| Tête de liste | Tête de liste | Parti(s) | Nuance | Voix         | %            | Voix        | %           | CM     | CC     |
| ------------- | ------------- | -------- | ------ | ------------ | ------------ | ----------- | ----------- | ------ | ------ |

### La Ferté-Alais
- Maire sortante : Mariannick Morvan (MoDem)
- 27 sièges à pourvoir au conseil municipal (population légale 2022 : 3 663 habitants)
- 3 sièges à pourvoir au conseil communautaire (CC du Val d'Essonne)

| Tête de liste | Tête de liste | Parti(s) | Nuance | Premier tour | Premier tour | Second tour | Second tour | Sièges | Sièges |
| Tête de liste | Tête de liste | Parti(s) | Nuance | Voix         | %            | Voix        | %           | CM     | CC     |
| ------------- | ------------- | -------- | ------ | ------------ | ------------ | ----------- | ----------- | ------ | ------ |

### La Norville
- Maire sortante : Fabienne Leguicher (DVG)
- 27 sièges à pourvoir au conseil municipal (population légale 2022 : 4 308 habitants)
- 1 siège à pourvoir au conseil communautaire (Cœur d'Essonne Agglomération)

| Tête de liste | Tête de liste | Parti(s) | Nuance | Premier tour | Premier tour | Second tour | Second tour | Sièges | Sièges |
| Tête de liste | Tête de liste | Parti(s) | Nuance | Voix         | %            | Voix        | %           | CM     | CC     |
| ------------- | ------------- | -------- | ------ | ------------ | ------------ | ----------- | ----------- | ------ | ------ |

### La Ville-du-Bois
- Maire sortant : Jean-Pierre Meur (DVD)
- 29 sièges à pourvoir au conseil municipal (population légale 2022 : 8 140 habitants)
- 1 siège à pourvoir au conseil communautaire (CA Paris-Saclay)

| Tête de liste | Tête de liste | Parti(s) | Nuance | Premier tour | Premier tour | Second tour | Second tour | Sièges | Sièges |
| Tête de liste | Tête de liste | Parti(s) | Nuance | Voix         | %            | Voix        | %           | CM     | CC     |
| ------------- | ------------- | -------- | ------ | ------------ | ------------ | ----------- | ----------- | ------ | ------ |

### Lardy
- Maire sortante : Dominique Bougraud (UDI)
- 29 sièges à pourvoir au conseil municipal (population légale 2022 : 5 572 habitants)
- 8 sièges à pourvoir au conseil communautaire (CC Entre Juine et Renarde)

| Tête de liste | Tête de liste | Parti(s) | Nuance | Premier tour | Premier tour | Second tour | Second tour | Sièges | Sièges |
| Tête de liste | Tête de liste | Parti(s) | Nuance | Voix         | %            | Voix        | %           | CM     | CC     |
| ------------- | ------------- | -------- | ------ | ------------ | ------------ | ----------- | ----------- | ------ | ------ |

### Le Coudray-Montceaux
- Maire sortante : Aurélie Gros (SE)
- 27 sièges à pourvoir au conseil municipal (population légale 2022 : 4 738 habitants)
- 1 siège à pourvoir au conseil communautaire (CA Grand Paris Sud)

| Tête de liste | Tête de liste | Parti(s) | Nuance | Premier tour | Premier tour | Second tour | Second tour | Sièges | Sièges |
| Tête de liste | Tête de liste | Parti(s) | Nuance | Voix         | %            | Voix        | %           | CM     | CC     |
| ------------- | ------------- | -------- | ------ | ------------ | ------------ | ----------- | ----------- | ------ | ------ |

### Le Mérévillois
- Maire sortant : Guy Desmurs (DVD)
- 23 sièges à pourvoir au conseil municipal (population légale 2022 : 3 420 habitants)
- 3 sièges à pourvoir au conseil communautaire (CA de l'Étampois Sud-Essonne)

| Tête de liste | Tête de liste | Parti(s) | Nuance | Premier tour | Premier tour | Second tour | Second tour | Sièges | Sièges |
| Tête de liste | Tête de liste | Parti(s) | Nuance | Voix         | %            | Voix        | %           | CM     | CC     |
| ------------- | ------------- | -------- | ------ | ------------ | ------------ | ----------- | ----------- | ------ | ------ |

### Le Plessis-Pâté
- Maire sortant : Sylvain Tanguy (PS)
- 27 sièges à pourvoir au conseil municipal (population légale 2022 : 4 107 habitants)
- 1 siège à pourvoir au conseil communautaire (Cœur d'Essonne Agglomération)

| Tête de liste | Tête de liste | Parti(s) | Nuance | Premier tour | Premier tour | Second tour | Second tour | Sièges | Sièges |
| Tête de liste | Tête de liste | Parti(s) | Nuance | Voix         | %            | Voix        | %           | CM     | CC     |
| ------------- | ------------- | -------- | ------ | ------------ | ------------ | ----------- | ----------- | ------ | ------ |

### Les Ulis
- Maire sortant : Clovis Cassan (PS)
- 35 sièges à pourvoir au conseil municipal (population légale 2022 : 25 633 habitants)
- 6 sièges à pourvoir au conseil communautaire (CA Paris-Saclay)

| Tête de liste | Tête de liste | Parti(s) | Nuance | Premier tour | Premier tour | Second tour | Second tour | Sièges | Sièges |
| Tête de liste | Tête de liste | Parti(s) | Nuance | Voix         | %            | Voix        | %           | CM     | CC     |
| ------------- | ------------- | -------- | ------ | ------------ | ------------ | ----------- | ----------- | ------ | ------ |

### Leuville-sur-Orge
- Maire sortant : Éric Braive (DVG)
- 27 sièges à pourvoir au conseil municipal (population légale 2022 : 4 307 habitants)
- 1 siège à pourvoir au conseil communautaire (Cœur d'Essonne Agglomération)

| Tête de liste | Tête de liste | Parti(s) | Nuance | Premier tour | Premier tour | Second tour | Second tour | Sièges | Sièges |
| Tête de liste | Tête de liste | Parti(s) | Nuance | Voix         | %            | Voix        | %           | CM     | CC     |
| ------------- | ------------- | -------- | ------ | ------------ | ------------ | ----------- | ----------- | ------ | ------ |

### Limours
- Maire sortante : Chantal Thiriet (SE)
- 29 sièges à pourvoir au conseil municipal (population légale 2022 : 6 408 habitants)
- 9 sièges à pourvoir au conseil communautaire (CC du Pays de Limours)

| Tête de liste | Tête de liste | Parti(s) | Nuance | Premier tour | Premier tour | Second tour | Second tour | Sièges | Sièges |
| Tête de liste | Tête de liste | Parti(s) | Nuance | Voix         | %            | Voix        | %           | CM     | CC     |
| ------------- | ------------- | -------- | ------ | ------------ | ------------ | ----------- | ----------- | ------ | ------ |

### Linas
- Maire sortant : Christian Lardière (LR)
- 29 sièges à pourvoir au conseil municipal (population légale 2022 : 7 310 habitants)
- 1 siège à pourvoir au conseil communautaire (CA Paris-Saclay)

| Tête de liste | Tête de liste | Parti(s) | Nuance | Premier tour | Premier tour | Second tour | Second tour | Sièges | Sièges |
| Tête de liste | Tête de liste | Parti(s) | Nuance | Voix         | %            | Voix        | %           | CM     | CC     |
| ------------- | ------------- | -------- | ------ | ------------ | ------------ | ----------- | ----------- | ------ | ------ |

### Lisses
- Maire sortant : Jean-Marc Morin (DVD)
- 29 sièges à pourvoir au conseil municipal (population légale 2022 : 7 295 habitants)
- 2 sièges à pourvoir au conseil communautaire (CA Grand Paris Sud)

| Tête de liste | Tête de liste | Parti(s) | Nuance | Premier tour | Premier tour | Second tour | Second tour | Sièges | Sièges |
| Tête de liste | Tête de liste | Parti(s) | Nuance | Voix         | %            | Voix        | %           | CM     | CC     |
| ------------- | ------------- | -------- | ------ | ------------ | ------------ | ----------- | ----------- | ------ | ------ |

### Longjumeau
- Maire sortante : Sandrine Gelot (LR)
- 35 sièges à pourvoir au conseil municipal (population légale 2022 : 20 470 habitants)
- 5 sièges à pourvoir au conseil communautaire (CA Paris-Saclay)

| Tête de liste | Tête de liste | Parti(s) | Nuance | Premier tour | Premier tour | Second tour | Second tour | Sièges | Sièges |
| Tête de liste | Tête de liste | Parti(s) | Nuance | Voix         | %            | Voix        | %           | CM     | CC     |
| ------------- | ------------- | -------- | ------ | ------------ | ------------ | ----------- | ----------- | ------ | ------ |

### Longpont-sur-Orge
- Maire sortant : Alain Lamour (PG)
- 29 sièges à pourvoir au conseil municipal (population légale 2022 : 6 456 habitants)
- 2 sièges à pourvoir au conseil communautaire (Cœur d'Essonne Agglomération)

| Tête de liste | Tête de liste | Parti(s) | Nuance | Premier tour | Premier tour | Second tour | Second tour | Sièges | Sièges |
| Tête de liste | Tête de liste | Parti(s) | Nuance | Voix         | %            | Voix        | %           | CM     | CC     |
| ------------- | ------------- | -------- | ------ | ------------ | ------------ | ----------- | ----------- | ------ | ------ |

### Marcoussis
- Maire sortant : Olivier Thomas (ÉCO)
- 29 sièges à pourvoir au conseil municipal (population légale 2022 : 8 597 habitants)
- 2 sièges à pourvoir au conseil communautaire (CA Paris-Saclay)

| Tête de liste | Tête de liste | Parti(s) | Nuance | Premier tour | Premier tour | Second tour | Second tour | Sièges | Sièges |
| Tête de liste | Tête de liste | Parti(s) | Nuance | Voix         | %            | Voix        | %           | CM     | CC     |
| ------------- | ------------- | -------- | ------ | ------------ | ------------ | ----------- | ----------- | ------ | ------ |

### Marolles-en-Hurepoix
- Maire sortant : Georges Joubert (DVD)
- 29 sièges à pourvoir au conseil municipal (population légale 2022 : 5 688 habitants)
- 1 siège à pourvoir au conseil communautaire (Cœur d'Essonne Agglomération)

| Tête de liste | Tête de liste | Parti(s) | Nuance | Premier tour | Premier tour | Second tour | Second tour | Sièges | Sièges |
| Tête de liste | Tête de liste | Parti(s) | Nuance | Voix         | %            | Voix        | %           | CM     | CC     |
| ------------- | ------------- | -------- | ------ | ------------ | ------------ | ----------- | ----------- | ------ | ------ |

### Massy
- Maire sortant : Nicolas Samsoen (UDI)
- 45 sièges à pourvoir au conseil municipal (population légale 2022 : 50 597 habitants)
- 13 sièges à pourvoir au conseil communautaire (CA Paris-Saclay)

| Tête de liste | Tête de liste | Parti(s) | Nuance | Premier tour | Premier tour | Second tour | Second tour | Sièges | Sièges |
| Tête de liste | Tête de liste | Parti(s) | Nuance | Voix         | %            | Voix        | %           | CM     | CC     |
| ------------- | ------------- | -------- | ------ | ------------ | ------------ | ----------- | ----------- | ------ | ------ |

### Mennecy
- Maire sortant : Jean-Philippe Dugoin-Clément (UDI)
- 33 sièges à pourvoir au conseil municipal (population légale 2022 : 16 071 habitants)
- 10 sièges à pourvoir au conseil communautaire (CC du Val d'Essonne)

| Tête de liste | Tête de liste | Parti(s) | Nuance | Premier tour | Premier tour | Second tour | Second tour | Sièges | Sièges |
| Tête de liste | Tête de liste | Parti(s) | Nuance | Voix         | %            | Voix        | %           | CM     | CC     |
| ------------- | ------------- | -------- | ------ | ------------ | ------------ | ----------- | ----------- | ------ | ------ |

### Milly-la-Forêt
- Maire sortant : Bernard Bouley (LR)
- 27 sièges à pourvoir au conseil municipal (population légale 2022 : 4 582 habitants)
- 8 sièges à pourvoir au conseil communautaire (CC des 2 Vallées)

| Tête de liste | Tête de liste | Parti(s) | Nuance | Premier tour | Premier tour | Second tour | Second tour | Sièges | Sièges |
| Tête de liste | Tête de liste | Parti(s) | Nuance | Voix         | %            | Voix        | %           | CM     | CC     |
| ------------- | ------------- | -------- | ------ | ------------ | ------------ | ----------- | ----------- | ------ | ------ |

### Montgeron
- Maire sortante : Sylvie Carillon (LR)
- 35 sièges à pourvoir au conseil municipal (population légale 2022 : 23 890 habitants)
- 8 sièges à pourvoir au conseil communautaire (CA Val d'Yerres Val de Seine)

| Tête de liste | Tête de liste | Parti(s) | Nuance | Premier tour | Premier tour | Second tour | Second tour | Sièges | Sièges |
| Tête de liste | Tête de liste | Parti(s) | Nuance | Voix         | %            | Voix        | %           | CM     | CC     |
| ------------- | ------------- | -------- | ------ | ------------ | ------------ | ----------- | ----------- | ------ | ------ |

### Montlhéry
- Maire sortant : Claude Pons (LR)
- 29 sièges à pourvoir au conseil municipal (population légale 2022 : 9 238 habitants)
- 2 sièges à pourvoir au conseil communautaire (CA Paris-Saclay)

| Tête de liste | Tête de liste | Parti(s) | Nuance | Premier tour | Premier tour | Second tour | Second tour | Sièges | Sièges |
| Tête de liste | Tête de liste | Parti(s) | Nuance | Voix         | %            | Voix        | %           | CM     | CC     |
| ------------- | ------------- | -------- | ------ | ------------ | ------------ | ----------- | ----------- | ------ | ------ |

### Morangis
- Maire sortante : Brigitte Vermillet (LR)
- 33 sièges à pourvoir au conseil municipal (population légale 2022 : 13 773 habitants)
- 1 siège à pourvoir au conseil communautaire (Métropole du Grand Paris)

| Tête de liste | Tête de liste | Parti(s) | Nuance | Premier tour | Premier tour | Second tour | Second tour | Sièges | Sièges |
| Tête de liste | Tête de liste | Parti(s) | Nuance | Voix         | %            | Voix        | %           | CM     | CC     |
| ------------- | ------------- | -------- | ------ | ------------ | ------------ | ----------- | ----------- | ------ | ------ |

### Morigny-Champigny
- Maire sortant : Bernard Dionnet (SE)
- 27 sièges à pourvoir au conseil municipal (population légale 2022 : 4 435 habitants)
- 5 sièges à pourvoir au conseil communautaire (CA de l'Étampois Sud-Essonne)

| Tête de liste | Tête de liste | Parti(s) | Nuance | Premier tour | Premier tour | Second tour | Second tour | Sièges | Sièges |
| Tête de liste | Tête de liste | Parti(s) | Nuance | Voix         | %            | Voix        | %           | CM     | CC     |
| ------------- | ------------- | -------- | ------ | ------------ | ------------ | ----------- | ----------- | ------ | ------ |

### Morsang-sur-Orge
- Maire sortante : Marianne Duranton (UDI)
- 35 sièges à pourvoir au conseil municipal (population légale 2022 : 21 161 habitants)
- 7 sièges à pourvoir au conseil communautaire (Cœur d'Essonne Agglomération)

| Tête de liste | Tête de liste | Parti(s) | Nuance | Premier tour | Premier tour | Second tour | Second tour | Sièges | Sièges |
| Tête de liste | Tête de liste | Parti(s) | Nuance | Voix         | %            | Voix        | %           | CM     | CC     |
| ------------- | ------------- | -------- | ------ | ------------ | ------------ | ----------- | ----------- | ------ | ------ |

### Nozay
- Maire sortant : Didier Perrier (SE)
- 27 sièges à pourvoir au conseil municipal (population légale 2022 : 4 465 habitants)
- 1 siège à pourvoir au conseil communautaire (CA Paris-Saclay)

| Tête de liste | Tête de liste | Parti(s) | Nuance | Premier tour | Premier tour | Second tour | Second tour | Sièges | Sièges |
| Tête de liste | Tête de liste | Parti(s) | Nuance | Voix         | %            | Voix        | %           | CM     | CC     |
| ------------- | ------------- | -------- | ------ | ------------ | ------------ | ----------- | ----------- | ------ | ------ |

### Ollainville
- Maire sortant : Jean-Michel Giraudeau (DVG)
- 29 sièges à pourvoir au conseil municipal (population légale 2022 : 5 361 habitants)
- 1 siège à pourvoir au conseil communautaire (Cœur d'Essonne Agglomération)

| Tête de liste | Tête de liste | Parti(s) | Nuance | Premier tour | Premier tour | Second tour | Second tour | Sièges | Sièges |
| Tête de liste | Tête de liste | Parti(s) | Nuance | Voix         | %            | Voix        | %           | CM     | CC     |
| ------------- | ------------- | -------- | ------ | ------------ | ------------ | ----------- | ----------- | ------ | ------ |

### Orsay
- Maire sortant : Rémi Darmon (PS)
- 33 sièges à pourvoir au conseil municipal (population légale 2022 : 16 655 habitants)
- 4 sièges à pourvoir au conseil communautaire (CA Paris-Saclay)

| Tête de liste | Tête de liste | Parti(s) | Nuance | Premier tour | Premier tour | Second tour | Second tour | Sièges | Sièges |
| Tête de liste | Tête de liste | Parti(s) | Nuance | Voix         | %            | Voix        | %           | CM     | CC     |
| ------------- | ------------- | -------- | ------ | ------------ | ------------ | ----------- | ----------- | ------ | ------ |

### Palaiseau
- Maire sortant : Grégoire de Lasteyrie (HOR)
- 39 sièges à pourvoir au conseil municipal (population légale 2022 : 36 067 habitants)
- 9 sièges à pourvoir au conseil communautaire (CA Paris-Saclay)

| Tête de liste | Tête de liste    | Parti(s) | Nuance | Premier tour | Premier tour | Second tour | Second tour | Sièges | Sièges |
| Tête de liste | Tête de liste    | Parti(s) | Nuance | Voix         | %            | Voix        | %           | CM     | CC     |
| ------------- | ---------------- | -------- | ------ | ------------ | ------------ | ----------- | ----------- | ------ | ------ |
|               | Gabriel Laumosne | LÉ       |        |              |              |             |             |        |        |

### Paray-Vieille-Poste
- Maire sortante : Nathalie Lallier (DVD)
- 29 sièges à pourvoir au conseil municipal (population légale 2022 : 7 956 habitants)
- 1 siège à pourvoir au conseil communautaire (Métropole du Grand Paris)

| Tête de liste | Tête de liste | Parti(s) | Nuance | Premier tour | Premier tour | Second tour | Second tour | Sièges | Sièges |
| Tête de liste | Tête de liste | Parti(s) | Nuance | Voix         | %            | Voix        | %           | CM     | CC     |
| ------------- | ------------- | -------- | ------ | ------------ | ------------ | ----------- | ----------- | ------ | ------ |

### Quincy-sous-Sénart
- Maire sortante : Christine Garnier (LR)
- 29 sièges à pourvoir au conseil municipal (population légale 2022 : 9 491 habitants)
- 3 sièges à pourvoir au conseil communautaire (CA Val d'Yerres Val de Seine)

| Tête de liste | Tête de liste | Parti(s) | Nuance | Premier tour | Premier tour | Second tour | Second tour | Sièges | Sièges |
| Tête de liste | Tête de liste | Parti(s) | Nuance | Voix         | %            | Voix        | %           | CM     | CC     |
| ------------- | ------------- | -------- | ------ | ------------ | ------------ | ----------- | ----------- | ------ | ------ |

### Ris-Orangis
- Maire sortant : Stéphane Raffalli (PS)
- 39 sièges à pourvoir au conseil municipal (population légale 2022 : 30 283 habitants)
- 7 sièges à pourvoir au conseil communautaire (CA Grand Paris Sud)

| Tête de liste | Tête de liste | Parti(s) | Nuance | Premier tour | Premier tour | Second tour | Second tour | Sièges | Sièges |
| Tête de liste | Tête de liste | Parti(s) | Nuance | Voix         | %            | Voix        | %           | CM     | CC     |
| ------------- | ------------- | -------- | ------ | ------------ | ------------ | ----------- | ----------- | ------ | ------ |

### Saclay
- Maire sortant : Pierre Bot (DVD)
- 27 sièges à pourvoir au conseil municipal (population légale 2022 : 4 380 habitants)
- 1 siège à pourvoir au conseil communautaire (CA Paris-Saclay)

| Tête de liste | Tête de liste | Parti(s) | Nuance | Premier tour | Premier tour | Second tour | Second tour | Sièges | Sièges |
| Tête de liste | Tête de liste | Parti(s) | Nuance | Voix         | %            | Voix        | %           | CM     | CC     |
| ------------- | ------------- | -------- | ------ | ------------ | ------------ | ----------- | ----------- | ------ | ------ |

### Saint-Chéron
- Maire sortant : Jean-Marie Gelé (SE)
- 29 sièges à pourvoir au conseil municipal (population légale 2022 : 5 176 habitants)
- 6 sièges à pourvoir au conseil communautaire (CC Le Dourdannais en Hurepoix)

| Tête de liste | Tête de liste | Parti(s) | Nuance | Premier tour | Premier tour | Second tour | Second tour | Sièges | Sièges |
| Tête de liste | Tête de liste | Parti(s) | Nuance | Voix         | %            | Voix        | %           | CM     | CC     |
| ------------- | ------------- | -------- | ------ | ------------ | ------------ | ----------- | ----------- | ------ | ------ |

### Saint-Germain-lès-Arpajon
- Maire sortant : Norbert Santin (DVD)
- 33 sièges à pourvoir au conseil municipal (population légale 2022 : 11 577 habitants)
- 3 sièges à pourvoir au conseil communautaire (Cœur d'Essonne Agglomération)

| Tête de liste | Tête de liste | Parti(s) | Nuance | Premier tour | Premier tour | Second tour | Second tour | Sièges | Sièges |
| Tête de liste | Tête de liste | Parti(s) | Nuance | Voix         | %            | Voix        | %           | CM     | CC     |
| ------------- | ------------- | -------- | ------ | ------------ | ------------ | ----------- | ----------- | ------ | ------ |

### Saint-Germain-lès-Corbeil
- Maire sortant : Yann Pétel (LR)
- 29 sièges à pourvoir au conseil municipal (population légale 2022 : 7 471 habitants)
- 1 siège à pourvoir au conseil communautaire (CA Grand Paris Sud)

| Tête de liste | Tête de liste | Parti(s) | Nuance | Premier tour | Premier tour | Second tour | Second tour | Sièges | Sièges |
| Tête de liste | Tête de liste | Parti(s) | Nuance | Voix         | %            | Voix        | %           | CM     | CC     |
| ------------- | ------------- | -------- | ------ | ------------ | ------------ | ----------- | ----------- | ------ | ------ |

### Saint-Michel-sur-Orge
- Maire sortante : Sophie Rigault (LR)
- 35 sièges à pourvoir au conseil municipal (population légale 2022 : 21 536 habitants)
- 6 sièges à pourvoir au conseil communautaire (Cœur d'Essonne Agglomération)

| Tête de liste | Tête de liste | Parti(s) | Nuance | Premier tour | Premier tour | Second tour | Second tour | Sièges | Sièges |
| Tête de liste | Tête de liste | Parti(s) | Nuance | Voix         | %            | Voix        | %           | CM     | CC     |
| ------------- | ------------- | -------- | ------ | ------------ | ------------ | ----------- | ----------- | ------ | ------ |

### Saint-Pierre-du-Perray
- Maire sortant : Dominique Vérots (SE)
- 33 sièges à pourvoir au conseil municipal (population légale 2022 : 12 071 habitants)
- 2 sièges à pourvoir au conseil communautaire (CA Grand Paris Sud)

| Tête de liste | Tête de liste | Parti(s) | Nuance | Premier tour | Premier tour | Second tour | Second tour | Sièges | Sièges |
| Tête de liste | Tête de liste | Parti(s) | Nuance | Voix         | %            | Voix        | %           | CM     | CC     |
| ------------- | ------------- | -------- | ------ | ------------ | ------------ | ----------- | ----------- | ------ | ------ |

### Saint-Vrain
- Maire sortante : Corinne Cordier (SE)
- 23 sièges à pourvoir au conseil municipal (population légale 2022 : 3 046 habitants)
- 3 sièges à pourvoir au conseil communautaire (CC du Val d'Essonne)

| Tête de liste | Tête de liste | Parti(s) | Nuance | Premier tour | Premier tour | Second tour | Second tour | Sièges | Sièges |
| Tête de liste | Tête de liste | Parti(s) | Nuance | Voix         | %            | Voix        | %           | CM     | CC     |
| ------------- | ------------- | -------- | ------ | ------------ | ------------ | ----------- | ----------- | ------ | ------ |

### Sainte-Geneviève-des-Bois
- Maire sortant : Frédéric Petitta (PS)
- 39 sièges à pourvoir au conseil municipal (population légale 2022 : 35 714 habitants)
- 12 sièges à pourvoir au conseil communautaire (Cœur d'Essonne Agglomération)

| Tête de liste | Tête de liste | Parti(s) | Nuance | Premier tour | Premier tour | Second tour | Second tour | Sièges | Sièges |
| Tête de liste | Tête de liste | Parti(s) | Nuance | Voix         | %            | Voix        | %           | CM     | CC     |
| ------------- | ------------- | -------- | ------ | ------------ | ------------ | ----------- | ----------- | ------ | ------ |

### Saintry-sur-Seine
- Maire sortant : Patrick Rauscher (SE)
- 29 sièges à pourvoir au conseil municipal (population légale 2022 : 5 853 habitants)
- 1 siège à pourvoir au conseil communautaire (CA Grand Paris Sud)

| Tête de liste | Tête de liste | Parti(s) | Nuance | Premier tour | Premier tour | Second tour | Second tour | Sièges | Sièges |
| Tête de liste | Tête de liste | Parti(s) | Nuance | Voix         | %            | Voix        | %           | CM     | CC     |
| ------------- | ------------- | -------- | ------ | ------------ | ------------ | ----------- | ----------- | ------ | ------ |

### Saulx-les-Chartreux
- Maire sortant : Stéphane Bazile (DVD)
- 29 sièges à pourvoir au conseil municipal (population légale 2022 : 6 611 habitants)
- 1 siège à pourvoir au conseil communautaire (CA Paris-Saclay)

| Tête de liste | Tête de liste | Parti(s) | Nuance | Premier tour | Premier tour | Second tour | Second tour | Sièges | Sièges |
| Tête de liste | Tête de liste | Parti(s) | Nuance | Voix         | %            | Voix        | %           | CM     | CC     |
| ------------- | ------------- | -------- | ------ | ------------ | ------------ | ----------- | ----------- | ------ | ------ |

### Savigny-sur-Orge
- Maire sortant : Alexis Teillet (LR)
- 39 sièges à pourvoir au conseil municipal (population légale 2022 : 37 775 habitants)
- 1 siège à pourvoir au conseil communautaire (Métropole du Grand Paris)

| Tête de liste | Tête de liste | Parti(s) | Nuance | Premier tour | Premier tour | Second tour | Second tour | Sièges | Sièges |
| Tête de liste | Tête de liste | Parti(s) | Nuance | Voix         | %            | Voix        | %           | CM     | CC     |
| ------------- | ------------- | -------- | ------ | ------------ | ------------ | ----------- | ----------- | ------ | ------ |

### Soisy-sur-Seine
- Maire sortant : Jean-Baptiste Rousseau (SE)
- 29 sièges à pourvoir au conseil municipal (population légale 2022 : 7 370 habitants)
- 1 siège à pourvoir au conseil communautaire (CA Grand Paris Sud)

| Tête de liste | Tête de liste | Parti(s) | Nuance | Premier tour | Premier tour | Second tour | Second tour | Sièges | Sièges |
| Tête de liste | Tête de liste | Parti(s) | Nuance | Voix         | %            | Voix        | %           | CM     | CC     |
| ------------- | ------------- | -------- | ------ | ------------ | ------------ | ----------- | ----------- | ------ | ------ |

### Tigery
- Maire sortant : Germain Dupont (SE)
- 27 sièges à pourvoir au conseil municipal (population légale 2022 : 4 359 habitants)
- 1 siège à pourvoir au conseil communautaire (CA Grand Paris Sud)

| Tête de liste | Tête de liste | Parti(s) | Nuance | Premier tour | Premier tour | Second tour | Second tour | Sièges | Sièges |
| Tête de liste | Tête de liste | Parti(s) | Nuance | Voix         | %            | Voix        | %           | CM     | CC     |
| ------------- | ------------- | -------- | ------ | ------------ | ------------ | ----------- | ----------- | ------ | ------ |

### Verrières-le-Buisson
- Maire sortant : François-Guy Trébulle (DVD)
- 33 sièges à pourvoir au conseil municipal (population légale 2022 : 14 772 habitants)
- 4 sièges à pourvoir au conseil communautaire (CA Paris-Saclay)

| Tête de liste | Tête de liste | Parti(s) | Nuance | Premier tour | Premier tour | Second tour | Second tour | Sièges | Sièges |
| Tête de liste | Tête de liste | Parti(s) | Nuance | Voix         | %            | Voix        | %           | CM     | CC     |
| ------------- | ------------- | -------- | ------ | ------------ | ------------ | ----------- | ----------- | ------ | ------ |

### Vigneux-sur-Seine
- Maire sortant : Thomas Chazal (LR)
- 39 sièges à pourvoir au conseil municipal (population légale 2022 : 31 233 habitants)
- 10 sièges à pourvoir au conseil communautaire (CA Val d'Yerres Val de Seine)

| Tête de liste | Tête de liste | Parti(s) | Nuance | Premier tour | Premier tour | Second tour | Second tour | Sièges | Sièges |
| Tête de liste | Tête de liste | Parti(s) | Nuance | Voix         | %            | Voix        | %           | CM     | CC     |
| ------------- | ------------- | -------- | ------ | ------------ | ------------ | ----------- | ----------- | ------ | ------ |

### Villabé
- Maire sortant : Karl Dirat (SE)
- 29 sièges à pourvoir au conseil municipal (population légale 2022 : 5 654 habitants)
- 1 siège à pourvoir au conseil communautaire (CA Grand Paris Sud)

| Tête de liste | Tête de liste | Parti(s) | Nuance | Premier tour | Premier tour | Second tour | Second tour | Sièges | Sièges |
| Tête de liste | Tête de liste | Parti(s) | Nuance | Voix         | %            | Voix        | %           | CM     | CC     |
| ------------- | ------------- | -------- | ------ | ------------ | ------------ | ----------- | ----------- | ------ | ------ |

### Villebon-sur-Yvette
- Maire sortant : Victor da Silva (SE)
- 33 sièges à pourvoir au conseil municipal (population légale 2022 : 10 353 habitants)
- 2 sièges à pourvoir au conseil communautaire (CA Paris-Saclay)

| Tête de liste | Tête de liste | Parti(s) | Nuance | Premier tour | Premier tour | Second tour | Second tour | Sièges | Sièges |
| Tête de liste | Tête de liste | Parti(s) | Nuance | Voix         | %            | Voix        | %           | CM     | CC     |
| ------------- | ------------- | -------- | ------ | ------------ | ------------ | ----------- | ----------- | ------ | ------ |

### Villemoisson-sur-Orge
- Maire sortant : François Cholley (DVD)
- 29 sièges à pourvoir au conseil municipal (population légale 2022 : 7 226 habitants)
- 2 sièges à pourvoir au conseil communautaire (Cœur d'Essonne Agglomération)

| Tête de liste | Tête de liste | Parti(s) | Nuance | Premier tour | Premier tour | Second tour | Second tour | Sièges | Sièges |
| Tête de liste | Tête de liste | Parti(s) | Nuance | Voix         | %            | Voix        | %           | CM     | CC     |
| ------------- | ------------- | -------- | ------ | ------------ | ------------ | ----------- | ----------- | ------ | ------ |

### Villiers-sur-Orge
- Maire sortant : Gilles Fraysse (ECO)
- 27 sièges à pourvoir au conseil municipal (population légale 2022 : 4 576 habitants)
- 1 siège à pourvoir au conseil communautaire (Cœur d'Essonne Agglomération)

| Tête de liste | Tête de liste | Parti(s) | Nuance | Premier tour | Premier tour | Second tour | Second tour | Sièges | Sièges |
| Tête de liste | Tête de liste | Parti(s) | Nuance | Voix         | %            | Voix        | %           | CM     | CC     |
| ------------- | ------------- | -------- | ------ | ------------ | ------------ | ----------- | ----------- | ------ | ------ |

### Viry-Châtillon
- Maire sortant : Jean-Marie Vilain (DVD)
- 39 sièges à pourvoir au conseil municipal (population légale 2022 : 31 112 habitants)
- 1 siège à pourvoir au conseil communautaire (Métropole du Grand Paris)

| Tête de liste | Tête de liste | Parti(s) | Nuance | Premier tour | Premier tour | Second tour | Second tour | Sièges | Sièges |
| Tête de liste | Tête de liste | Parti(s) | Nuance | Voix         | %            | Voix        | %           | CM     | CC     |
| ------------- | ------------- | -------- | ------ | ------------ | ------------ | ----------- | ----------- | ------ | ------ |

### Wissous
- Maire sortant : Florian Gallant (DVD)
- 29 sièges à pourvoir au conseil municipal (population légale 2022 : 6 924 habitants)
- 2 sièges à pourvoir au conseil communautaire (CA Paris-Saclay)

| Tête de liste | Tête de liste | Parti(s) | Nuance | Premier tour | Premier tour | Second tour | Second tour | Sièges | Sièges |
| Tête de liste | Tête de liste | Parti(s) | Nuance | Voix         | %            | Voix        | %           | CM     | CC     |
| ------------- | ------------- | -------- | ------ | ------------ | ------------ | ----------- | ----------- | ------ | ------ |

### Yerres
- Maire sortant : Olivier Clodong (DVD)
- 35 sièges à pourvoir au conseil municipal (population légale 2022 : 28 349 habitants)
- 9 sièges à pourvoir au conseil communautaire (CA Val d'Yerres Val de Seine)

| Tête de liste | Tête de liste | Parti(s) | Nuance | Premier tour | Premier tour | Second tour | Second tour | Sièges | Sièges |
| Tête de liste | Tête de liste | Parti(s) | Nuance | Voix         | %            | Voix        | %           | CM     | CC     |
| ------------- | ------------- | -------- | ------ | ------------ | ------------ | ----------- | ----------- | ------ | ------ |